# Железнодорожный мост через Тулому
Железнодорожный мост через Тулому — железнодорожный мост через реку Тулому, который соединяет глубоководный угольный порт Лавна с остальной железнодорожной сетью России. Мост находится к северо-востоку от посёлка Мурмаши, Мурманской области.
Строительство начато в 2014 году, движение по мосту открыто 15 декабря 2023 года.

## Описание
Мостовой переход часть строящейся железнодорожной линии длиной 46 километров, ведущей на западный берег Кольского залива, где в устье реки Лавны ведется строительство нового глубоководного угольного терминала Мурманского морского порта, в рамках проекта «Комплексное развитие Мурманского транспортного узла». Этот проект реализуется в рамках комплексного плана модернизации и расширения магистральной инфраструктуры России и включен в государственную программу Российской Федерации «Развитие транспортной системы». Цель проекта: создание действующего круглогодично глубоководного морского хаба-центра по переработке грузов, интегрированного в международный транспортный коридор Север-Юг.
В самой высокой точке мост через Тулому — 54,5 метра, его протяженность составляет более 1,3 км. Строительство ведет компания «Ямалтрансстрой». Оценочная стоимость строительства мостового перехода составляет порядка 5,8 млрд рублей.
Строительство моста было начато 30 августа 2014 года. По первоначальному плану, мост должен был быть построен за 4 года и к 2019 году сдан в эксплуатацию, но эти сроки уже неоднократно переносились. В сентябре 2021 года было объявлено, что рабочее движение поездов будет запущено в декабре 2023 года.
28 ноября 2023 года все пролетные строения моста были установлены в проектное положение.
15 декабря 2023 года движение по мосту было открыто.